# Palmstedts hus

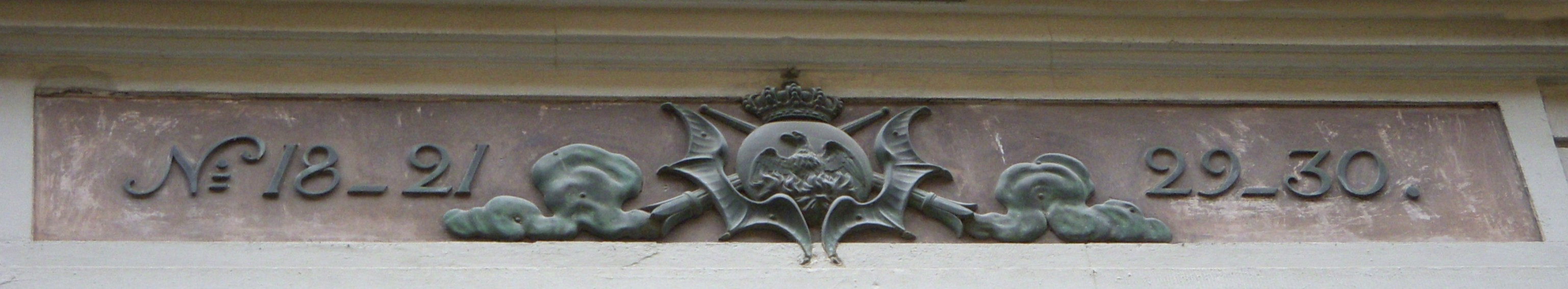
Inskription över portalen: "18-21" "29-30"

Palmstedts hus ligger vid Västerlånggatan 27, i kvarteret Iris i Gamla stan, Stockholm. Byggnaden uppfördes 1801-1805 och är uppkallad efter arkitekten Erik Palmstedt.

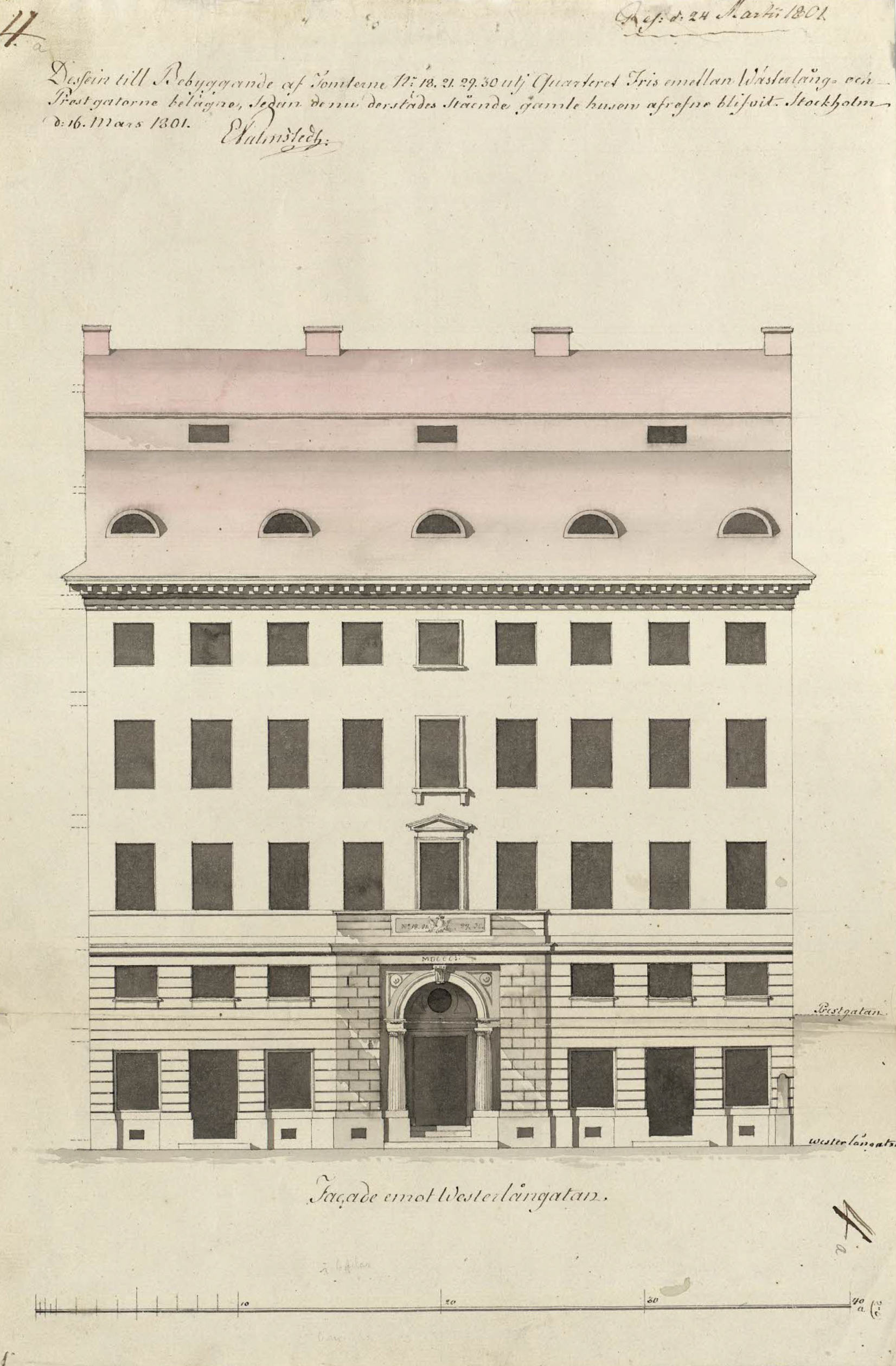
Palmstedts fasadritning från 1801

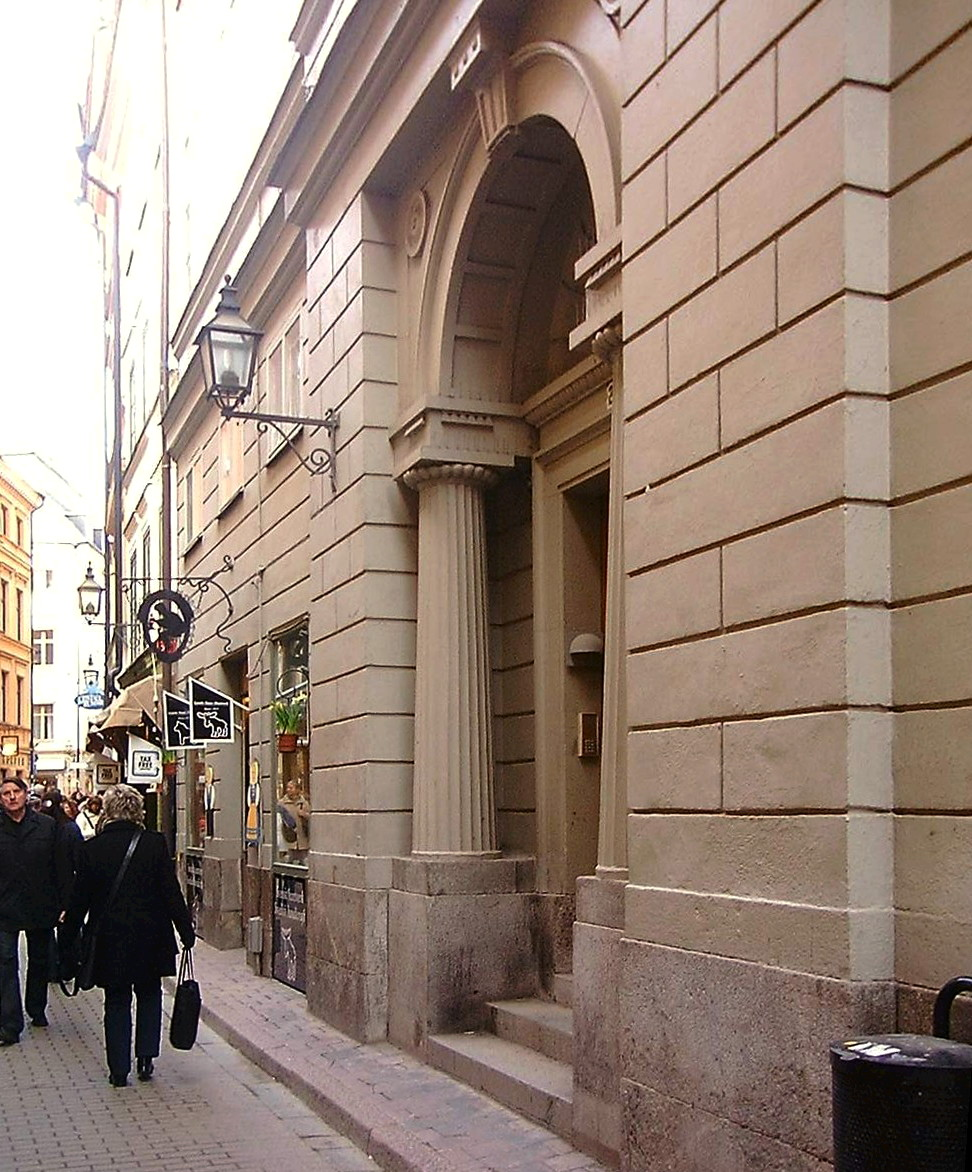
Portalen, Västerlånggatan 27

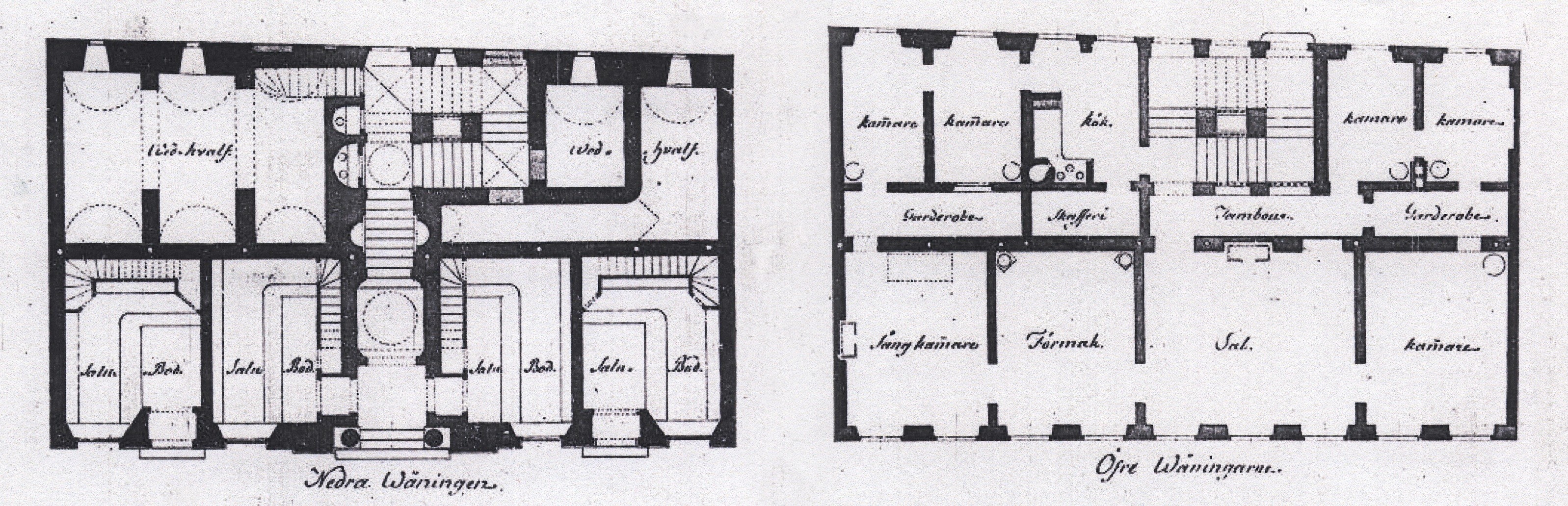
Planritningar från 1801

Byggnaden skulle innehålla Palmstedts egen bostad, som han ritade ovanför den höga sockelns butiker. Vid Palmstedts död 1803 var huset ännu ofullbordat. Här sammanfördes fyra äldre fastigheter (det framgår av inskriptionen över portalen) och nygestaltades av Palmstedt i nyklassicistisk stil. Huset har fem våningar och två vindsvåningar. Fasaden mot Västerlånggatan har nio fönsteraxlar, en hög rusticerande sockel och en dominerande portal flankerad av två gjutjärnskolonner i dorisk stil. Fasaden mot Prästgatan är betydligt enklare gestaltad. 
Mittpartiet framhävs ytterligare genom en liten framskjutning i fasaden och uppföljs av ett fönsteröverstycke och en konsolburen fönsterbänk i de två följande våningarna. Palmstedts bostad var tänkt att ligger som mezzanin inom sockelns höjd och sträckte sig i sidled förbi portalen och ut mot baksidan och Prästgatan. Fasaden har i princip fortfarande samma utförande som när Palmstedt ritade den. Vid denna tid brukades lokalerna av fyra bodar, varav två hade entré från gemensam portgång.
Palmstedts egen våning kunde nås via ett trapphus både från Västerlånggatan och från Prästgatan. Bostaden bestod av sängkammare, förmak, sal och större kammare mot Västerlånggatan och fyra mindre kammare samt kök mot Prästgatan. I den mörka kärnan anordnade han garderober, skafferi (med ingång från köket) och tamburen. 
Erik Palmstedts fasadritning är av honom undertecknad och bär följande påskrift: Dessin till Bebyggande af Tomten Nr 18, 21, 29, 30 uti Quarteret Iris emellan Westerlång- och Prästgatan belägen sedan de nu därstädes stående gamla husen afrifna blivit. Stockholm d: 16. Mars 1801.

## Övrigt
På ytterväggen finns en tavla uppsatt, som markerar gränsen mellan Uppland och Södermanland med texten: UPLANDz och SUDERMANNALANDz SKILLNAD. 